# Philippe Roland
Philippe Roland was een Belgisch jurist. Hij was eerste voorzitter van het Rekenhof van 2009 tot 2023.

## Levensloop
Philippe Roland begon zijn loopbaan bij het Rekenhof in 1984 als auditeur. Hij was tevens adjunct-kabinetschef van vicepremiers Elio Di Rupo (PS) en Johan Vande Lanotte (SP) op vlak van begrotingsbeleid en overheidsfinanciën. In juni 2003 werd hij tot raadsheer bij het Rekenhof benoemd en in 2004 tot voorzitter van de Franse Kamer van het Rekenhof. In december 2009 volgde hij Franki Vanstapel als eerste voorzitter van het Rekenhof op.
Van 2000 tot 2003 was hij bestuurder van de nv Berlaymont. Een week na zijn benoeming als raadsheer bij het Rekenhof kondigde minister van Financiën Didier Reynders (MR), bevoegd voor Regie der Gebouwen, aan dat hij het Rekenhof een onderzoek wilde laten uitvoeren om uit te zoeken waarom de werkzaamheden aan het Berlaymontgebouw in Brussel (Europese Commissie) zo veel vertraging opliepen en of ze correct werden uitgevoerd.
Philippe Roland stierf op 17 juni 2025 op 72-jarige leeftijd.